# Rhinella inca
Espèce
Synonymes
- Bufo inca Stejneger, 1913

Statut de conservation UICN

 LC  : Préoccupation mineure
Rhinella inca est une espèce d'amphibiens de la famille des Bufonidae.

## Répartition
Cette espèce est endémique du Sud du Pérou. Elle se rencontre dans les régions d'Ayacucho et de Cuzco entre 900 et 1 900 m d'altitude.

## Description
L'holotype décrit par Stejneger mesure 39 mm.

## Publication originale
- Stejneger, 1913 : Results of the Yale Peruvian Expedition of 1911. Batrachians and Reptiles. Proceedings of the United States National Museum, vol. 45, no 1992, p. 541-547 (texte intégral).